# Xenopsylla hussaini
Xenopsylla hussaini är en loppart som beskrevs av Sharif 1930. Xenopsylla hussaini ingår i släktet Xenopsylla och familjen husloppor. Inga underarter finns listade i Catalogue of Life.